# Valle Vista (Arizona)
Valle Vista es un lugar designado por el censo ubicado en el condado de Mohave en el estado estadounidense de Arizona. En el Censo de 2010 tenía una población de 1659 habitantes y una densidad poblacional de 53,44 personas por km².

## Geografía
Valle Vista se encuentra ubicado en las coordenadas 35°24′39″N 113°51′46″O / 35.41083, -113.86278. Según la Oficina del Censo de los Estados Unidos, Valle Vista tiene una superficie total de 31.04 km², de la cual 31.04 km² corresponden a tierra firme y (0%) 0 km² es agua.

## Demografía
Según el censo de 2010, había 1.659 personas residiendo en Valle Vista. La densidad de población era de 53,44 hab./km². De los 1.659 habitantes, Valle Vista estaba compuesto por el 93.61% blancos, el 0.48% eran afroamericanos, el 3.07% eran amerindios, el 0.84% eran asiáticos, el 0.12% eran isleños del Pacífico, el 0.54% eran de otras razas y el 1.33% pertenecían a dos o más razas. Del total de la población el 4.7% eran hispanos o latinos de cualquier raza.